# Lockheed Martin
Lockheed Martin Corporation — американская военно-промышленная корпорация, специализирующаяся в области авиастроения, авиакосмической техники, судостроения, автоматизации почтовых служб и аэропортовой инфраструктуры и логистики. Возникла в 1995 году в результате слияния корпораций Lockheed и Martin Marietta. Штаб-квартира в городе Бетесда (Мэриленд), США.
Компания на протяжении длительного времени является крупнейшим в мире разработчиком и производителем вооружения и военной техники (от стрелкового оружия и бронетехники до спутниковых систем, межконтинентальных ракет и надводных кораблей) по объёму заключённых контрактов со структурами федерального правительства США.
В числе крупнейших компаний США по размеру выручки в 2022 году (список Fortune 500) Lockheed Martin заняла 55-е место. В списке крупнейших публичных компаний мира Forbes Global 2000 за 2022 год Lockheed Martin заняла 172-е место. По объёму продаж продукции военного назначения (на которую приходится 96 % выручки) компания в 2021 году занимала первое место в мире.
С марта 2021 года пост президента, председателя и генерального директора (CEO) корпорации занимает Джеймс Д. Тайклет.

## История

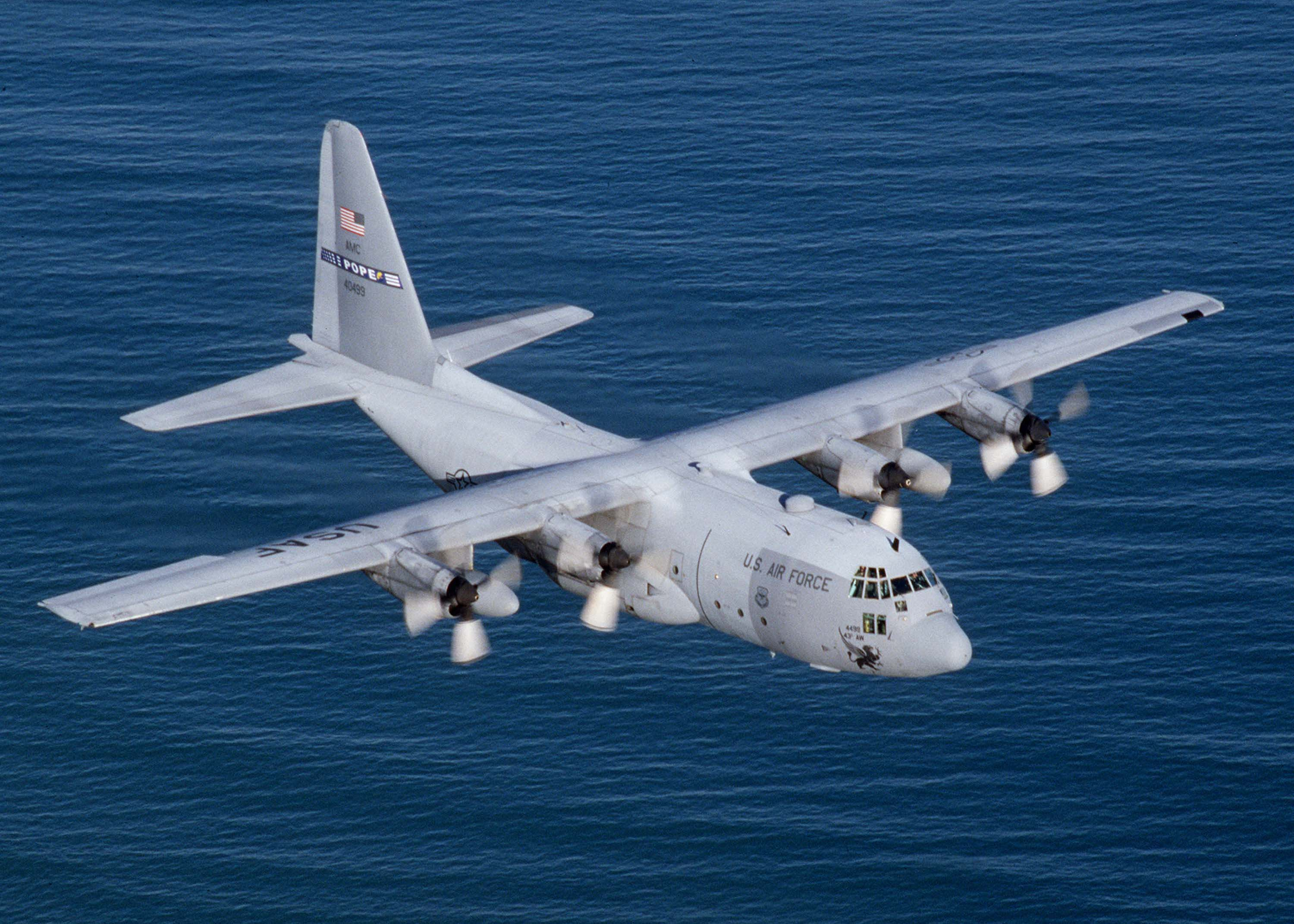
C-130J; производится с 1950

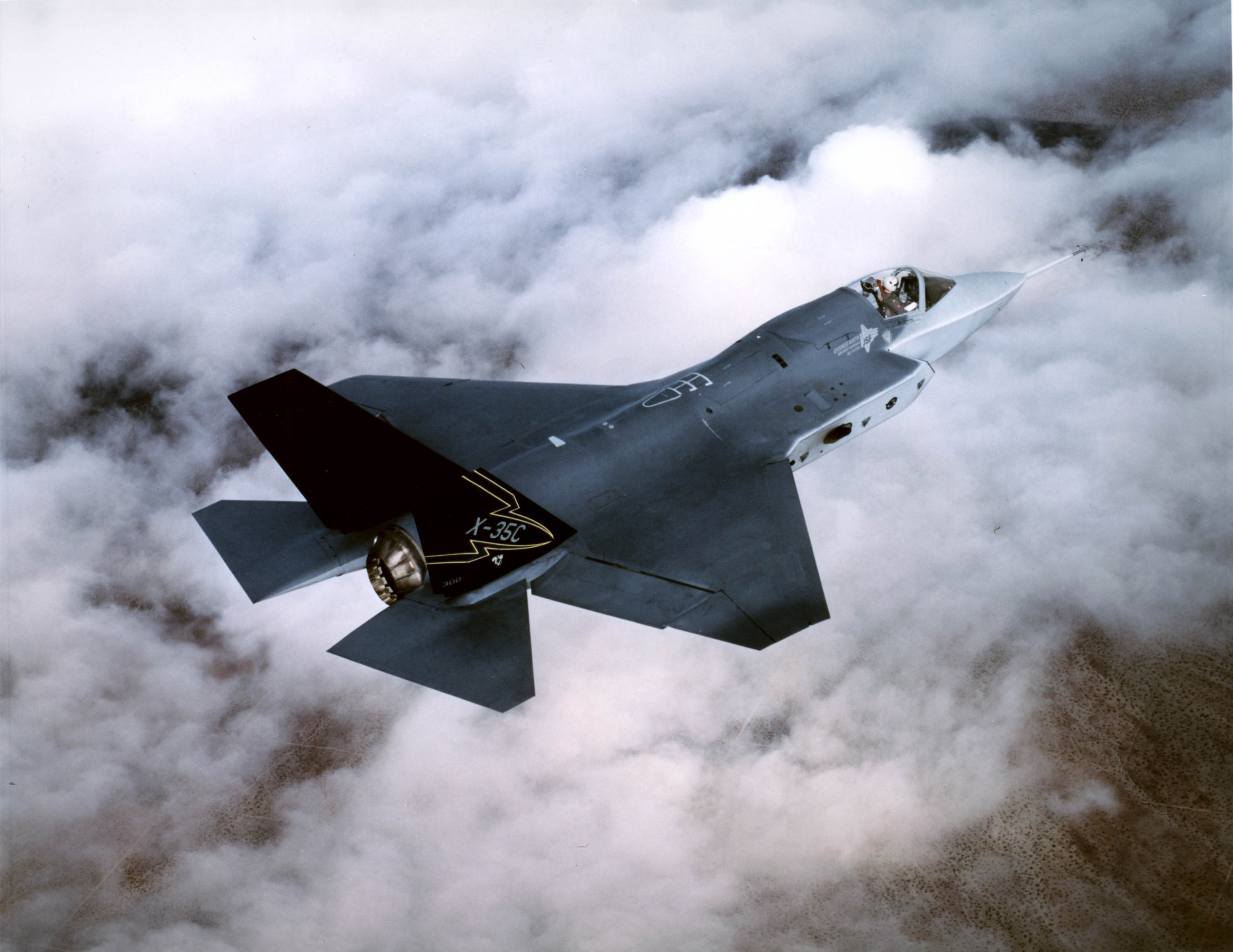
Lockheed Martin/BAE/Northrop Grumman X-35 (прототип F-35)

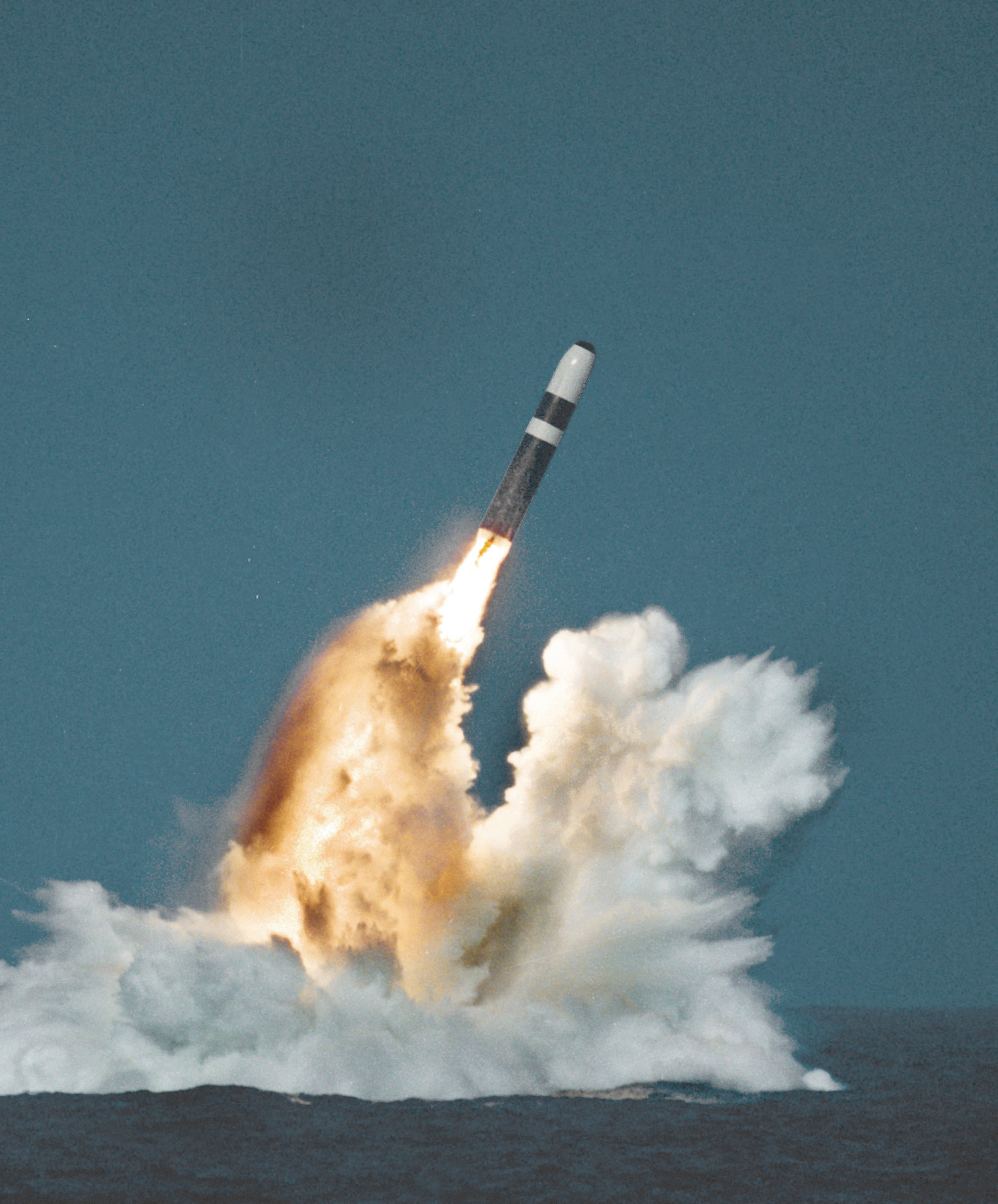
Запуск БРПЛ Trident из подводной лодки

Окончание холодной войны привело к существенному сокращению военных заказов как в США, так и в других странах. Для сокращения расходов среди компаний ВПК прошла серия слияний и поглощений. О слиянии компаний Lockheed и Martin Marietta было объявлено в 1994 году, а окончательно оно было оформлено в марте 1995 года. Lockheed Martin стала крупнейшим производителем оружия в мире, корпорация состояла из 4 подразделений: космические и стратегические ракеты, аэронавтика, электроника и информационные технологии. На момент слияния в корпорации работало 170 тыс. человек, но уже к середине 1995 года численность персонала была сокращена до 130 тыс. В апреле 1996 года было куплено подразделение электроники военного назначения у Loral Corporation (за 9,1 млрд долларов).
В 2001 году корпорация получила крупный контракт на разработку многофункционального истребителя-бомбардировщика пятого поколения F-35, его первый полёт состоялся в декабре 2006 года. В то же время подразделение информационных технологий также участвовало в крупных проектах, в частности разрабатывало системы обработки информации для почтовой службы США, крупных корпораций (таких как Nike), для проведения переписи населения в США в 2000 году и в Великобритании в 2001 году, для администрации социального обеспечения и национального архива США. В 2001 году за 2,1 млрд долларов была куплена корпорация Comsat, представляющая США в международной сети коммуникационных спутников. В 2006 году от NASA был получен контракт на разработку космического аппарата «Орион», в работе также участвовала немецкая компания Airbus Defence and Space.
По данным 2011 и 2013 года, корпорация Lockheed Martin — крупнейшее в мире предприятие ВПК.
В ноябре 2015 года была завершена покупка производителя вертолётов Sikorsky Aircraft у United Technologies; стоимость сделки составила 9 млрд долларов. В 2016 году подразделение информационных технологий Lockheed Martin IS&GS было продано Leidos Holdings, Inc.
В мае 2019 года Lockheed Martin вошла в список компаний, отобранных НАСА для разработки и производства прототипов космических аппаратов для высадки на Луну в рамках новой американской лунной программы «Артемида».

## Собственники и руководство
Акции корпорации котируются на Нью-Йоркской фондовой бирже, более 75 % акций принадлежит институциональным инвесторам, крупнейшими из них на декабрь 2022 года были State Street Corporation (14,7 %), Vanguard Group (8,7 %), BlackRock (6,6 %), Capital World Investores (4,7 %).
Джеймс Тайклет (James D. Taiclet) — председатель совета директоров (с марта 2021 года), президент и главный исполнительный директор (с июня 2020 года). До этого возглавлял American Tower Corporation (с 2004 по 2020 год).

## Деятельность
На заказы Правительства США в 2021 году пришёлся 71 % выручки корпорации (которая составила 67 млрд долларов), в том числе 62 % — на Министерство обороны, ещё 28 % составили продажи продукции военного назначения в другие страны через Правительство США; лишь 1 % выручки принесла коммерческая продукция.
Основные производственные мощности расположены в штатах Калифорния, Джорджия, Южная Каролина, Техас, Арканзас, Флорида, Кентукки, Коннектикут, Нью-Джерси, Нью-Йорк, Виргиния, Алабама, Колорадо, Пенсильвания, а также в Польше (Мелец, PZL Mielec).
Подразделения по состоянию на 2021 год:
- Аэронавтика — проектирование, производство и обслуживание военных самолётов (F-35 Lightning II Joint Strike Fighter, C-130 Hercules, F-16 Fighting Falcon, F-22 Raptor); 40 % выручки, в том числе 27 % от F-35.
- Ракеты и системы контроля огня — производство ракетных комплексов, ракет (включая гиперзвуковые), систем наведения; 17 % выручки.
- Вертолёты и разведка — вертолёты Sikorsky, техническое и программное обеспечение для получения разведданных и кибербезопасности; 25 % выручки.
- Космические программы — производство спутников, баллистических ракет для подводных лодок (Trident II), модернизация GPS, КА Орион, гиперзвуковое оружие, разработка инновационных ракетных двигателей; 18 % выручки

|                     | 2007  | 2008  | 2009  | 2010  | 2011  | 2012  | 2013  | 2014  | 2015  | 2016  | 2017   | 2018  | 2019  | 2020  | 2021  |
| ------------------- | ----- | ----- | ----- | ----- | ----- | ----- | ----- | ----- | ----- | ----- | ------ | ----- | ----- | ----- | ----- |
| Оборот              | 40,61 | 41,21 | 43,87 | 45,67 | 46,50 | 40,57 | 39,24 | 39,95 | 40,54 | 47,25 | 49,96  | 53,76 | 59,81 | 65,40 | 67,04 |
| Чистая прибыль      | 3,000 | 3,185 | 2,973 | 2,878 | 2,655 | 2,745 | 2,981 | 3,614 | 3,605 | 5,302 | 1,963  | 5,046 | 6,230 | 6,833 | 6,315 |
| Активы              | 28,96 | 33,50 | 35,17 | 35,11 | 37,91 | 38,89 | 36,35 | 37,19 | 49,30 | 47,81 | 46,62  | 44,88 | 47,53 | 50,71 | 50,87 |
| Собственный капитал | 9,725 | 2,753 | 3,966 | 3,497 | 1,001 | 0,039 | 4,918 | 3,400 | 3,097 | 1,606 | -0,776 | 1,449 | 3,171 | 6,038 | 10,96 |

### Совместные предприятия
- International Launch Services (с Хруничевым, РКК Энергия)
- MEADS International (с EADS и MBDA)
- Space Imaging (46 %)
- United Launch Alliance (с «Боингом»)
- United Space Alliance (с «Боингом»)
- Kelly Aviation Center (с GE и Rolls-Royce plc)
- Protector USV (с RAFAEL Armament Development Authority и BAE Systems) — беспилотные плавательные средства
- Defense Support Services (DS2) (с Day & Zimmermann)
- MLS Corporation (с Mitsubishi Electric Corporation, SAMPA Kogyo K.K. и Mitsubishi Corporation) — обслуживание ВМС Японии
- Lockheed Sanders (с Sanders Associates, Inc.) — электроника, радиолокационные средства

### Другое
- LMC Properties
- Lockheed Martin Aircraft Argentina SA (бывшая Fabrica Militar de Aviones)
- Lockheed Martin Enterprise Business Services
- Lockheed Martin Finance Corporation
- Lockheed Martin U.K.

### Игры
- Является разработчиком авиасимулятора Prepar3D[16]